# IFA Wartburg
IFA Wartburg fue una banda de estudiantes sueca, creada por Magnus Michaeli y Nils Lundwall bajo los alias Rolf Kempinski y Heinz Klinger.  La banda se formó en 1984 en Upplands Väsby y se disolvió en 1999. 
Llevan el nombre de la marca de automóviles de Alemania del Este, Wartburg, construida por IFA, sus letras están escritas en alemán (a veces incorrecto) y evocan el vocabulario de la RDA y del mundo comunista a veces en un tono lúdico y apolítico.
Su música tiene una influencia de Schlager y en general ecléctica, que va desde la bossa nova (Frau Gorbatschowa tanzt Bossanova ) y el Pop rock/ska (Freie Deutsche Jugend) hasta el jazz/swing (Spassjazz).  La propia banda declaró que el género de su música era ``Mauer Power´´ (una referencia al Muro de Berlín ) y ``Russian Roll´´, aunque probablemente se trataba de una broma.
Günther Raubschaentze, que afirma estar afiliado a IFA Wartburg, dirige un canal de YouTube y una página web del grupo. En abril de 2024, el canal de YouTube ha acumulado 1.595.658 de visitas y más de 5570 suscriptores. IFA Wartburg también tiene una cuenta de Spotify que, en mayo de 2024, cuenta con 45.269 oyentes mensuales. 

## Discografía
- Im Dienste des Sozialismus, CD Álbum, 1998
- El berlinés, CD EP, 1998
- Im Dienste des Sozialismus, LP en vinilo (disco de imágenes) con los rostros de Erich Honecker y la reina Silvia de Suecia.

### Im Dienste des Sozialismus
El único álbum de IFA Wartburg publicado hasta la fecha, Im Dienste des Sozialismus ( tdl. ‘al servicio del socialismo’) fue lanzado en 1998 en vinilo y CD. El lanzamiento del álbum fue seguido por una gira por Alemania y Suiza, donde fueron acompañados por una gran banda de estudiantes de música suecos. A los dos líderes de la banda se les atribuye la escritura del álbum y aparecen en la portada del CD .  Tiene una duración de 56 minutos y 57 segundos y está producido por el sello Plattenmeister. 
IFA Wartburg realizó una gira Im Dienste des Sozialismus en Alemania y Suiza de 1998 a 1999, atrayendo la atención de los medios alemanes.  
En agosto de 2022, un vídeo de fans de la canción Freie Deutsche Jugend (en referencia a la Juventud Libre Alemana) alcanzando casi 5 millones de visitas y 62 mil me gustas en 2024. 
La portada del álbum se incluye con este y está disponible para descargar en la carátula del CD.
| Nombre de la canción                         | Duración |
| FDJ (IFA Wartburg)                           | 4:38     |
| Frau Gorbatschowa Tanzt Bossanova            | 4:07     |
| Kosmoskost                                   | 3:16     |
| Zur Konferenz In Rostock                     | 2:58     |
| Es Ist Nicht So Schlimm Auf Der Insel Krim   | 3:20     |
| Der Alte Böse Kapitalismus                   | 4:37     |
| Hey, Radiofunker                             | 5:08     |
| Agrarwissenschaft Im Dienste Des Sozialismus | 5:40     |
| Zwei Tage In Berlin                          | 4:12     |
| Hallo, Guter Kommunist                       | 4:33     |
| Volksfest In Ukraina                         | 4:10     |
| Der Berliner                                 | 1:28     |
| Nightclub In Berlin                          | 3:20     |
| Spassjazz                                    | 5:30     |

### Otros medios
Muchas grabaciones de IFA Wartburg tuvieron poca distribución comercial y algunas ahora son exclusivas del canal IFA Wartburg en YouTube. Incluyen:
- Meine Möbeln en Colonia, en directo [8]
- Sessel aus Kassel, descarga digital RealAudio, 1998 [9]
- Wenn IFA Wartburg Spielt (1999), vídeo musical de YouTube, mayo de 2023 [10]
- Das Mauer Power, vídeo musical de YouTube, noviembre de 2009
- Im Dienste des KGB, vídeo musical de YouTube, febrero de 2015
- ¿Quién es mi Kassler? , Vídeo musical de YouTube, diciembre de 2023.
- Biologie und Pathologie des Weibes, vídeo musical de YouTube, diciembre de 2017
- Sorbisches Fischerlied, sobre Medikamentedose, 1999 [11]

A raíz de su repentino aumento de popularidad en línea, la banda regresó a YouTube nuevamente, subiendo un set completo en vivo de 1999  y las canciones nunca antes escuchadas Wenn IFA Wartburg Spielt  y Wo ist mein Kassler? estas canciones actualmente solo se pueden escuchar en YouTube.

## enlaces externos
- Sitio web oficial de Plattenmeister
- Sitio web
- Canal de Youtube

- Datos: Q1566228